# Distretto di Zangiata
Il distretto di Zangiata (usbeco Zangiota) è uno dei 14 distretti della Regione di Tashkent, in Uzbekistan. Il capoluogo è Keles.